# الغربي (ريمة)

تعديل مصدري - تعديل

قرية الغربي

هي إحدى قرى عزلة بكال الواقعة ضمن مديرية مزهر التابعة لمحافظة ريمة، بلغ تعداد سكانها (601) نسمة حسب تعداد اليمن لعام 2004.

## المحلات التابعة للقرية
- ضبع
- السورة
- المعزب
- العرة
- الجور
- قرقره
- كبث
- الحدادة العلياء
- الحدادة السفلى _ المنوخ
- النخل
- الجنن
- بوكعه
- الشوحطه
- العارض
- الشجز
- المغارف
- المنوخ

## روابط خارجية
- الدليل الشامــل